# Nan-e-kabab
Nan-e kabab (en persa: نان كباب‎) (pan con kebab) es un plato nacional de Irán. La comida es simple, consiste en kebab, de los cuales hay varias variedades persas, y un tipo de pan plano persa (específicamente el nan-e lavash). Se sirve en todas partes en todo Irán en la actualidad, pero tradicionalmente se asoció con las partes sur y centro del país, y probablemente se originó en la provincia de Fars.
Tradicionalmente, este plato está restringido al kebab koobideh (la variedad más común de nan-e kabab), así como a jujeh kabab, shish kabab, shishleek y chenjeh. El kabab barg nunca se usa en conjunto, ya que está estrictamente asociado con el chelow kabab.
Los kebabs generalmente se preparan con carne de cordero, ternera o pollo, mientras que las variedades menos comunes emplean despojos marinados. Las verduras frescas o asadas suelen servirse junto con el nan-e kabab, y el plato suele ir acompañado de un vaso de doogh, el yogur tradicional iraní.